# 产业集聚区
产业集聚区，是中华人民共和国河南省驻马店市西平县下辖的一个类似乡级单位。

## 行政区划
下辖以下地区：
徐魏庄社区、翟庄社区、庄王社区、韩桥村和皮庄村。